# 中島峰広
中島 峰広（なかしま みねひろ、1933年12月15日 - ）は、日本の農業地理学者。博士（学術）。畑地灌漑・棚田研究の第一人者。早稲田大学名誉教授。農林水産省日本の棚田百選の選定委員、棚田学会会長、NPO法人棚田ネットワーク代表を歴任。

## 経歴
1933年、宮崎県生まれ。早稲田大学教育学部（地理学士）を卒業後、開成学園教諭を経て早稲田大学教授に就任。
1993年、「日本における畑地潅漑の歴史地理学的研究」により、早稲田大学から博士（学術）の学位を取得した。
2004年より、早稲田大学名誉教授。
2012年11月瑞宝中綬章受章。

## 『棚田』の定義
中島が、棚田の面積を量的に把握する必要から、農林水産省が、1988年に『水田要整備量調査』で対象とした「傾斜1/20（水平方向に20メートル進んだときに1メートル高くなる傾斜）以上の土地にある水田」を棚田と定義し、分布図を作成して以降、一般的にこれが棚田の定義として使われるようになった。

## 著作
- 『続百選の棚田を歩く』、古今書院、2006年
- 『百選の棚田を歩く』、古今書院、2004年
- 『日本の棚田』、古今書院、1999年
- 『現代の地理 敎授資料』、山川出版社（前島郁雄、田辺裕との共著）、1986年
- 『世界の地理 敎授資料』、山川出版社（同上）
- 『詳說地理』、山川出版社（同上）、1989年
- 『地理用語集』、山川出版社（同上）、1984年